# Yonin shogi

Öppningsuppsättning av yonin shogi

Yonin shōgi, (四人将棋, ‘fyra personers-schack’), är en variant för fyra personer av shogi (japanskt schack). Det kan spelas med en dedikerad yonin shogi-uppsättning eller med två uppsättningar av vanliga shogipjäser och spelas på ett vanligt shogibräde.